# Borghetto (Grotte di Castro)
Borghetto (noto anche come il Borghetto) è una frazione del comune di Grotte di Castro nella provincia di Viterbo, a poca distanza dai comuni di Gradoli e San Lorenzo. Il piccolo centro, oggi composto da poche case sparse, sorge a pochi metri dalla riva del lago di Bolsena. In passato era una località di discreta importanza con origini che risalgono all'età medievale.

## Storia
Nel Medioevo a poca distanza sorgeva la chiesa di San Giovanni in Val di Lago (oggi i resti si trovano nel territorio di San Lorenzo) dove si svolse l'importante sinodo del 1118 che sancì il dominio di Orvieto sulla zona.
È stato ipotizzato che sulla collina del Borghetto sia sorto il castello fatto costruire in Val di Lago da Papa Leone IX
Il luogo, al centro di importanti vie di comunicazioni e poco distante dalla via Francigena, si sviluppò come punto di sosta e di ristoro: La sua economia si basava inoltre sulla presenza di diversi mulini impiegati per la macinatura del grano e la produzione dell'olio. Gabriele Francesco Farnese vi installò una ferriera.
Nel 1534 il signore del Borghetto, Matteo Girardi (in altre fonti indicato come Mattia Ghiarardi o Matteo delle Poste), lo donò a Papa Paolo III che lo incluse nel 1537 nei domini del ducato di Castro appartenente alla famiglia Farnese.
Secondo lo Zucchi, nel 1540 il Borghetto fu dotato anche di un piccolo casone a scopi difensivi, a pianta ottagonale e quattro baluardi che fu commissionato ad Antonio da Sangallo il Giovane. Il casone sarà demolito nel 1809.
La duchessa Gerolama Orsini, moglie di Pier Luigi Farnese, ampliò la residenza dei Girardi e vi fece realizzare un giardino all'italiana, oggi scomparso. Il borgo era dotato anche di un piccolo porto utilizzato per la pesca e gli spostamenti fra le diverse sponde del lago.

Esisteva anche una chiesa dedicata a San Giacomo, probabile patrono del villaggio.
Alla fine del XVI secolo vi sostò Papa Gregorio XIII in viaggio verso Orvieto.
Nel 1649, con la caduta di Castro, passò allo Stato Pontificio.
Nel XVIII secolo, l'innalzamento delle acque del lago e il conseguente impaludamento della zona provocarono la diffusione della malaria che decimò gli abitanti, similmente a quanto accaduto nei paesi di San Lorenzo alle Grotte e Bisenzio, anch'essi abbandonati nello stesso periodo.
Nel XIX secolo erano ancora attivi alcuni mulini mentre buona parte del territorio era una tenuta della famiglia Ferrata di Gradoli.
Oggi la frazione è una località ricettiva che vive soprattutto di turismo insistendo su una delle spiagge più frequentate del lago. Le rovine del centro rinascimentale, recentemente restaurate, sono tuttora visibili dalla strada statale 489.
Nel 1999 ha ospitato la terza edizione del Solar Sonika, uno dei più grandi raduni rave d'Europa. Il rave inizialmente previsto in Maremma fu deviato all'ultimo sul lungolago del Borghetto.
Nell'area negli anni duemila è stato autorizzato un piano di lottizzazione che ha portato alla costruzione di una decina di villette.
Nel 2015 è stato inaugurato un ponte sul fosso di Borghetto collegando così la spiaggia appartenente a Grotte con quella del comune di San Lorenzo.